# Kirchenkreis Hofgeismar
Der Kirchenkreis Hofgeismar war ein Kirchenkreis der Evangelischen Kirche von Kurhessen-Waldeck (EKKW) im Sprengel Kassel. Zum 1. Januar 2020 fusionierte er mit dem benachbarten Wolfhagen zum Kirchenkreis Hofgeismar-Wolfhagen.
In den 54 Gemeinden des Kirchenkreises lebten 40.020 evangelische Christinnen und Christen. Im Kirchenkreis bestanden neun Kindertagesstätten in kirchlicher Trägerschaft sowie ein Standort des Kirchenkreisamtes Hofgeismar-Wolfhagen. Letzter Leiter des Kirchenkreises war Dekan Wolfgang Heinicke. Sitz des Kirchenkreises war Hofgeismar.

## Gemeinden
Der Kirchenkreis erstreckte sich in etwa über die politischen Gemeinden des Altkreises Hofgeismar.

## Lage
Der Kirchenkreis Hofgeismar lag im äußersten Norden Hessens. Er grenzte im Südwesten an den Kirchenkreis Wolfhagen und im Süden an den Kirchenkreis Kaufungen (beide EKKW). Im Norden und Osten schlossen sich die Evangelisch-lutherische Landeskirche Hannovers und im Westen die Evangelische Kirche von Westfalen an.